# 첵취

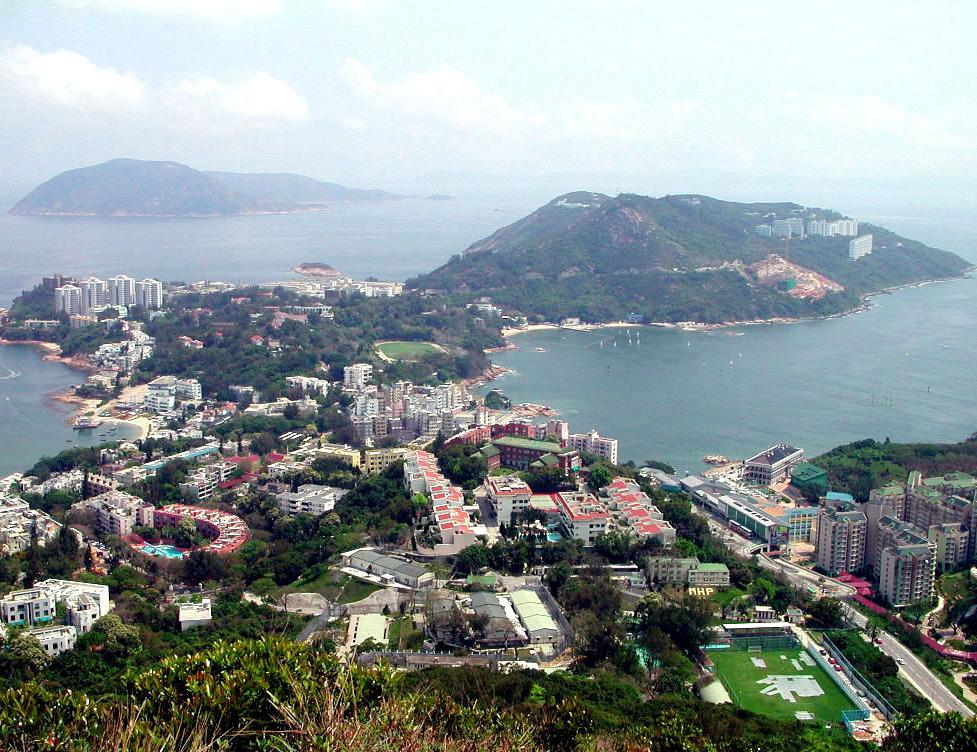
첵취 반도

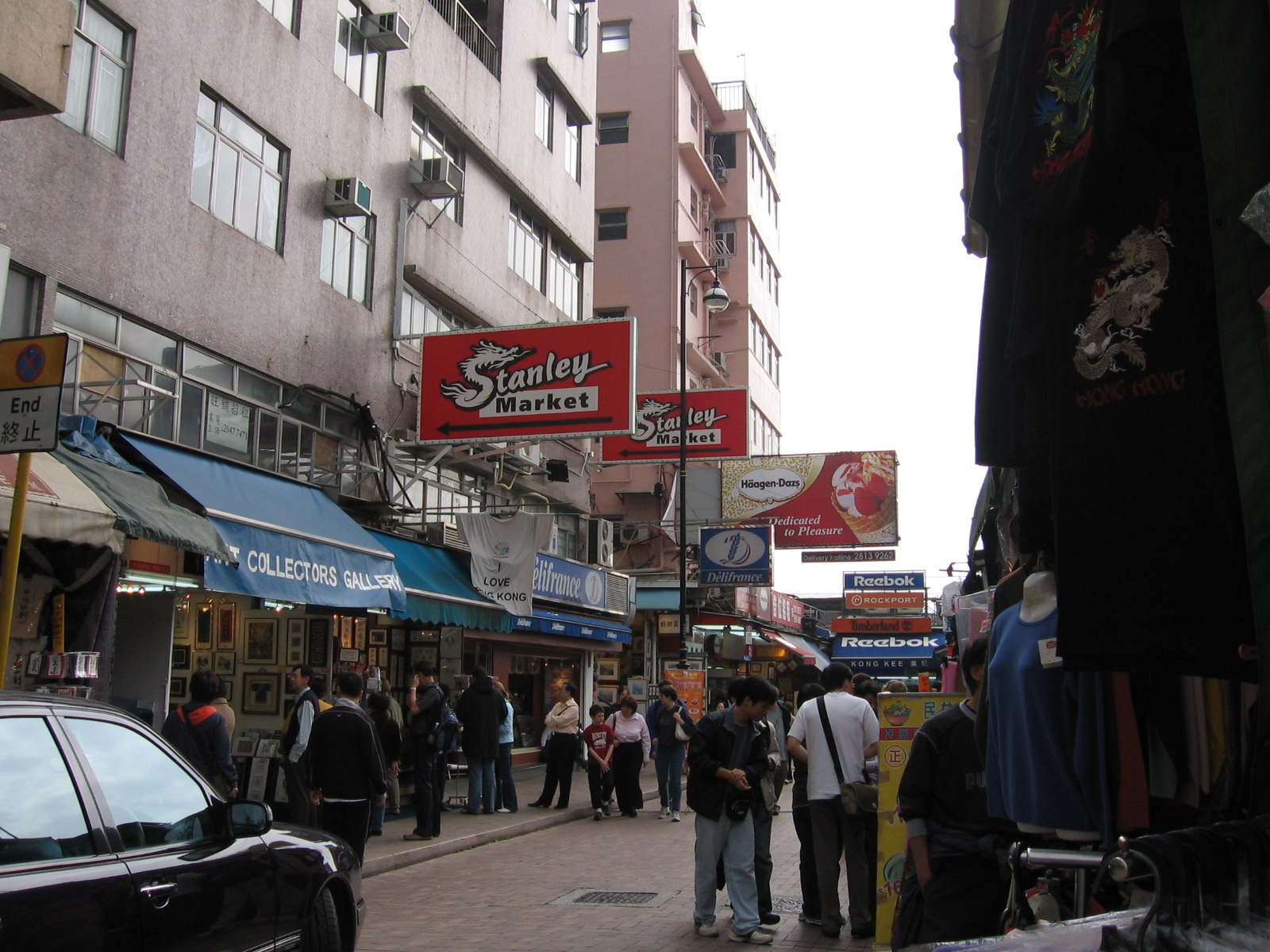
첵취 시장

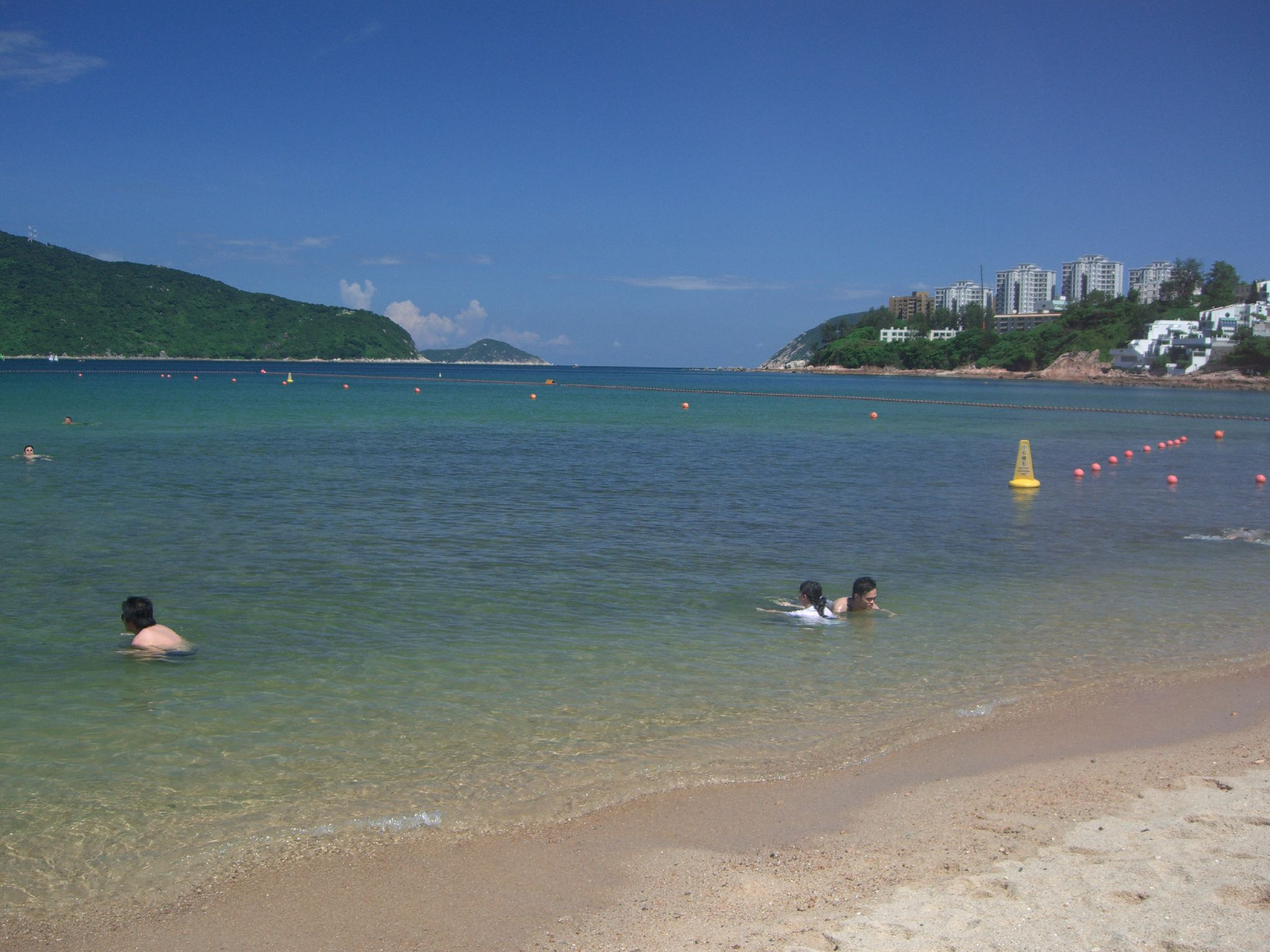
첵취 해변

첵취(중국어: 赤柱, 한어 병음: Chìzhù 츠주[*], 월병: Cek3 Cyu3) 또는 스탠리(Stanley)는 홍콩섬 남동부의 주택, 보양 및 군사 지구이다. 행정구로서는 남구에 속한다.
홍콩으로 이주가 시작되었을 때, 홍콩섬에서 가장 번창하던 거리였다. 첵취는 원래는 어촌이었다. 이윽고 여기에 군사시설이나 감옥이 만들어짐과 동시에 풍광이 맑고 아름다운 장소로서, 외국인이 많이 주거지를 짓게 되었다. 그러므로 현재 많은 외국인을 이 거리에서 볼 수 있으며 해안가에 줄지어 선 상점도 외국인을 대상으로 한 분위기인 것이 많다.
첵취는 해변이 있어 해수욕객으로 활기참과 동시에, 관광객 전용의 상품을 팔고 있는 첵취 시장(赤柱市場)이 있다. 그러므로 관광 코스의 하나가 되고 있다. 스탠리의 감옥은 홍콩에서는 유명한 것이며, 감옥 박물관이 감옥의 앞에 있다.
첵취는 철도가 없고 2층 버스나 미니 버스의 노선이 지나고 있다. 2층 버스는 중완·침사추이와, 미니 버스는 홍콩 지하철 췬안 역으로 통한다.
감옥이나 군사 시설이 있어 안 좋은 이미지가 떠오르기 쉽지만, 환경이 좋고 지중해풍의 상점가가 있는 거리도 특징이다.

## 같이 보기
- 홍콩의 지역 목록